# Rothesay Classic Birmingham 2023
Rothesay Classic Birmingham 2023 byl tenisový turnaj na ženském profesionálním okruhu WTA Tour hraný v Edgbaston Priory Clubu. Čtyřicátý první ročník Birmingham Classic probíhal mezi 19. až 25. červnem 2023 v anglickém Birminghamu na otevřených travnatých dvorcích. Generálním partnerem se podruhé stal největší britský specialista na penzijní připojištění Rothesay.
Turnaj dotovaný 259 303 dolary patřil do kategorie WTA 250. Nejvýše nasazenou ve dvouhře se stala dvanáctá hráčka světa Barbora Krejčíková z Česka, která dohrála ve finále. Jako poslední přímá účastnice do hlavní soutěže nastoupila italská 52. tenistka žebříčku Jasmine Paoliniová. V důsledku invaze Ruska na Ukrajinu na konci února 2022 řídící organizace tenisu ATP, WTA a ITF s grandslamy rozhodly, že ruští a běloruští tenisté mohli dále na okruzích startovat, ale do odvolání nikoli pod vlajkami Ruska a Běloruska.
Šestý singlový titul na okruhu WTA Tour, a druhý na trávě, vybojovala 26letá Lotyška Jeļena Ostapenková, která figurovala na sedmnácté příčce žebříčku. Čtyřhru ovládla ukrajinsko-česká dvojice složená ze světové třicítky Marty Kosťukové a dvojky Barbory Krejčíkové. Obě získaly první společnou trofej.

## Rozdělení bodů a finančních odměn

### Rozdělení bodů
| Soutěž  | Soutěž      | vítězky | finalistky | semifinalistky | čtvrtfinalistky | 16 v kole | 32 v kole | Q | Q2 | Q1 |
| ------- | ----------- | ------- | ---------- | -------------- | --------------- | --------- | --------- | - | -- | -- |
| dvouhra | [ 1 ] [ 6 ] | 280     | 180        | 110            | 60              | 30        | 1         | — | 12 | 1  |
| čtyřhra | [ 7 ]       | 280     | 180        | 110            | 60              | 1         | —         | — | —  | —  |

### Finanční odměny
| Soutěž                                | Soutěž      | vítězky  | finalistky | semifinalistky | čtvrtfinalistky | 16 v kole | 32 v kole | Q2      | Q1      |
| ------------------------------------- | ----------- | -------- | ---------- | -------------- | --------------- | --------- | --------- | ------- | ------- |
| dvouhra                               | [ 1 ] [ 6 ] | 34 228 $ | 20 226 $   | 11 276 $       | 6 418 $         | 3 920 $   | 2 804 $   | 2 075 $ | 1 340 $ |
| čtyřhra                               | [ 7 ]       | 12 477 $ | 7 000 $    | 4 020 $        | 2 400 $         | 1 848 $   | —         | —       | —       |
| částka ve čtyřhrách je uvedena na pár |             |          |            |                |                 |           |           |         |         |

## Ženská dvouhra

### Nasazení
| Stát                           | Hráčka                | WTA | Nasazení |
| ------------------------------ | --------------------- | --- | -------- |
| Česko                          | Barbora Krejčíková    | 12. | 1.       |
| Lotyšsko                       | Jeļena Ostapenková    | 17. | 2.       |
| Polsko                         | Magda Linetteová      | 21. | 3.       |
|                                | Anastasija Potapovová | 22. | 4.       |
| Ukrajina                       | Anhelina Kalininová   | 25. | 5.       |
| USA                            | Bernarda Peraová      | 27. | 6.       |
| Čína                           | Čang Šuaj             | 31. | 7.       |
| Rumunsko                       | Sorana Cîrsteaová     | 32. | 8.       |
| Žebříček WTA k 12. červnu 2023 |                       |     |          |

### Jiné formy účasti
Následující hráčky obdržely divokou kartu do hlavní soutěže:
- Jodie Burrageová
- Harriet Dartová
- Elina Svitolinová
- Venus Williamsová

Následující hráčka nastoupila pod žebříčkovou ochranou:
- Barbora Strýcová

Následující hráčka obdržela zvláštní výjimku:
- Katie Boulterová

Následující hráčky postoupily z kvalifikace:
- Emina Bektasová
- Ana Bogdanová
- Cristina Bucșová
- Magdalena Fręchová
- Tereza Martincová
- Wang Si-jü

Následující hráčky postoupily z kvalifikace jako šťastné poražené:
- Rebecca Marinová
- Viktorija Tomovová

### Odhlášení
před zahájením turnaje
- Beatriz Haddad Maiová → nahradila ji  Viktorija Tomovová
- Elisabetta Cocciarettová → nahradila ji  Rebecca Marinová
- Madison Keysová → nahradila ji  Linda Fruhvirtová
- Elise Mertensová → nahradila ji  Lauren Davisová
- Ajla Tomljanovićová → nahradila ji  Caty McNallyová

## Ženská čtyřhra

### Nasazení
| Stát                                                                                    | Hráčka              | Stát      | Hráčka             | WTA | Nasazení |
| --------------------------------------------------------------------------------------- | ------------------- | --------- | ------------------ | --- | -------- |
| Ukrajina                                                                                | Ljudmyla Kičenoková | Lotyšsko  | Jeļena Ostapenková | 29. | 1.       |
| Ukrajina                                                                                | Marta Kosťuková     | Česko     | Barbora Krejčíková | 32. | 2.       |
| Austrálie                                                                               | Storm Hunterová     | USA       | Alycia Parksová    | 45. | 3.       |
| Česko                                                                                   | Miriam Kolodziejová | Slovensko | Tereza Mihalíková  | 89. | 4.       |
| Žebříček WTA k 12. červnu 2023; číslo je součtem žebříčkového postavení obou členů páru |                     |           |                    |     |          |

### Jiné formy účasti
Následující páry obdržely divokou kartu:
- Alicia Barnettová /  Olivia Nichollsová
- Freya Christieová /  Ali Collinsová

## Přehled finále

### Ženská dvouhra
- Jeļena Ostapenková vs.  Barbora Krejčíková, 7–6(10–8), 6–4

### Ženská čtyřhra
- Marta Kosťuková /  Barbora Krejčíková vs.  Storm Hunterová /  Alycia Parksová, 6–2, 7–6(9–7)

## Galerie

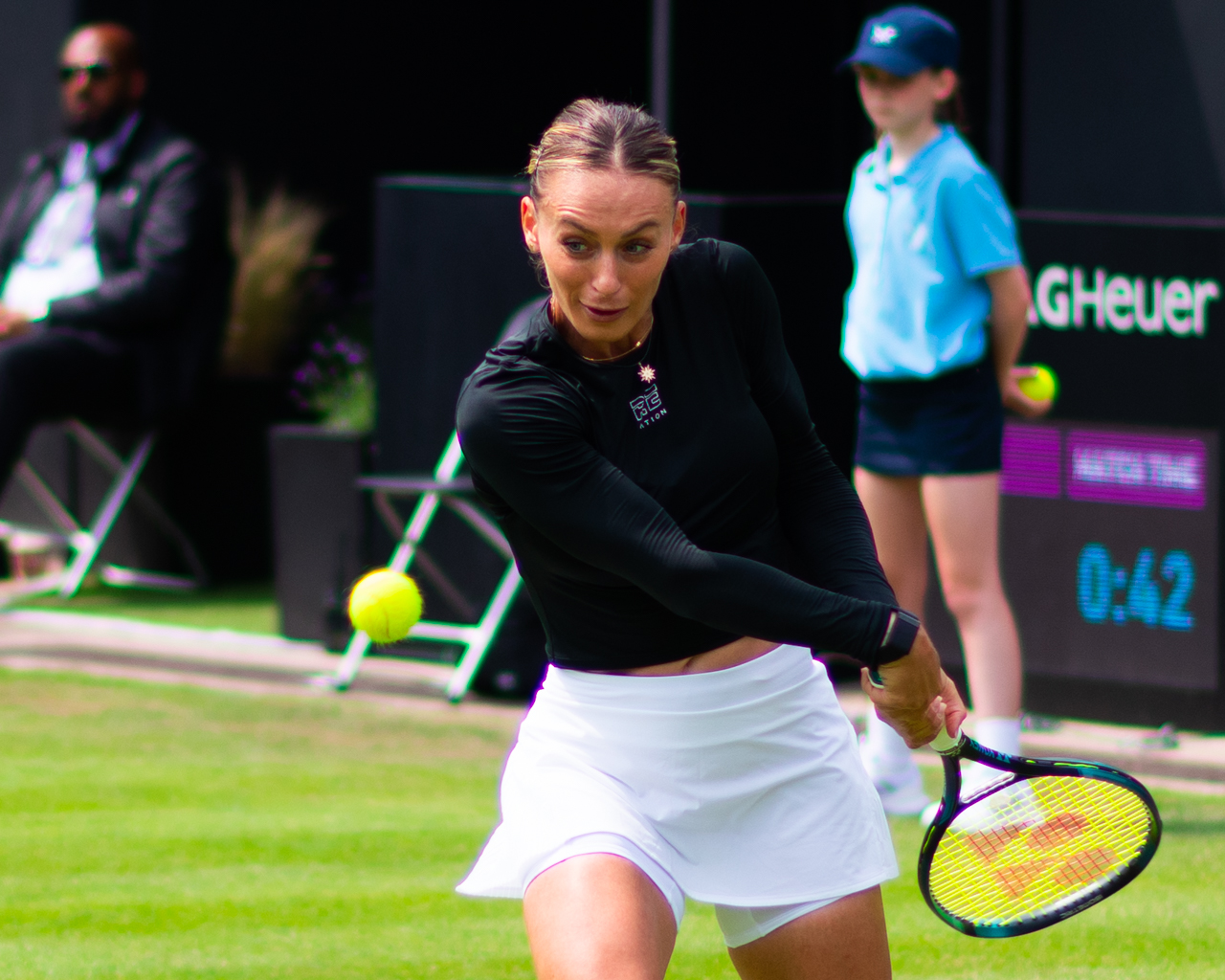
Ana Bogdanová
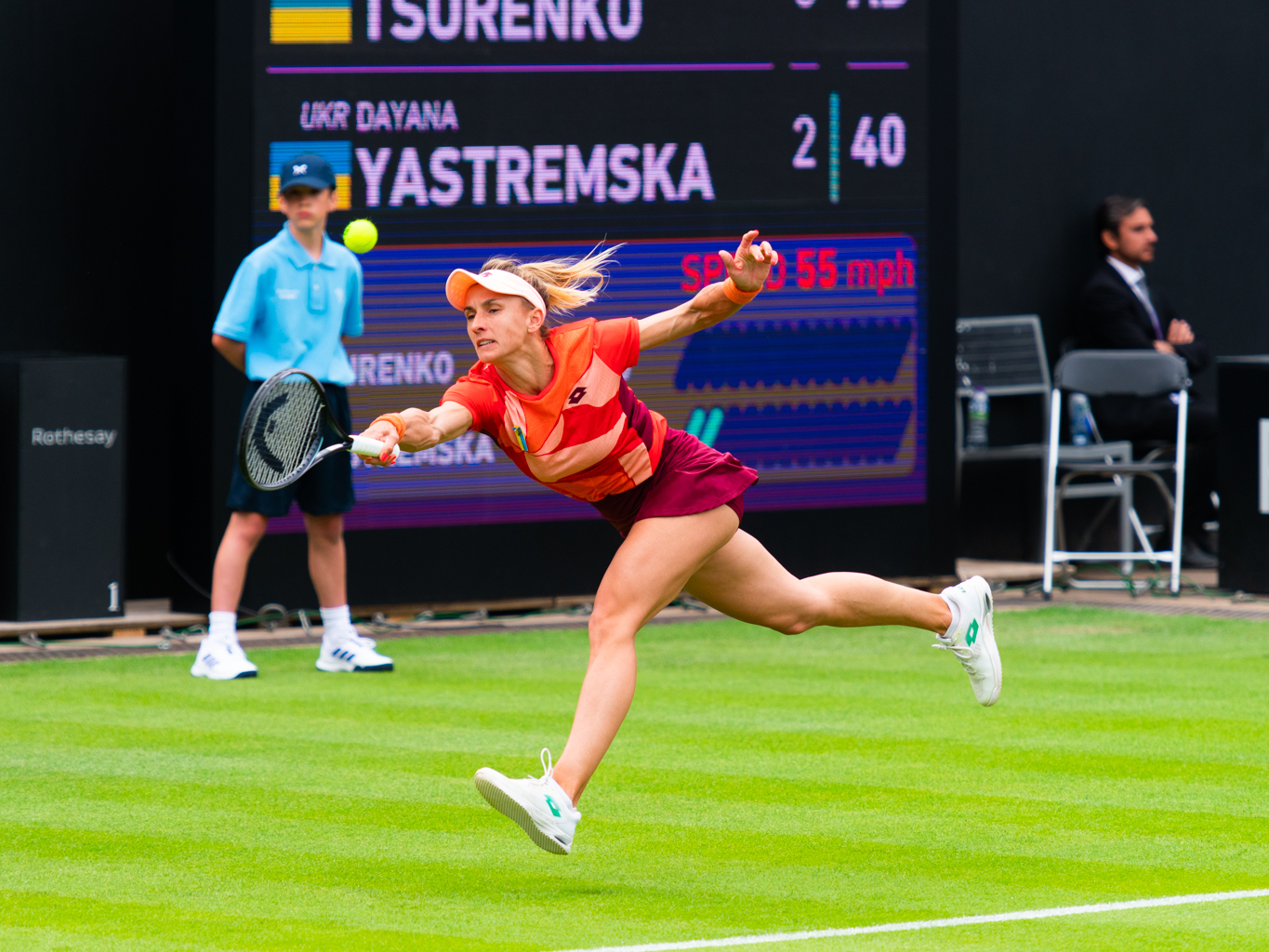
Lesja Curenková
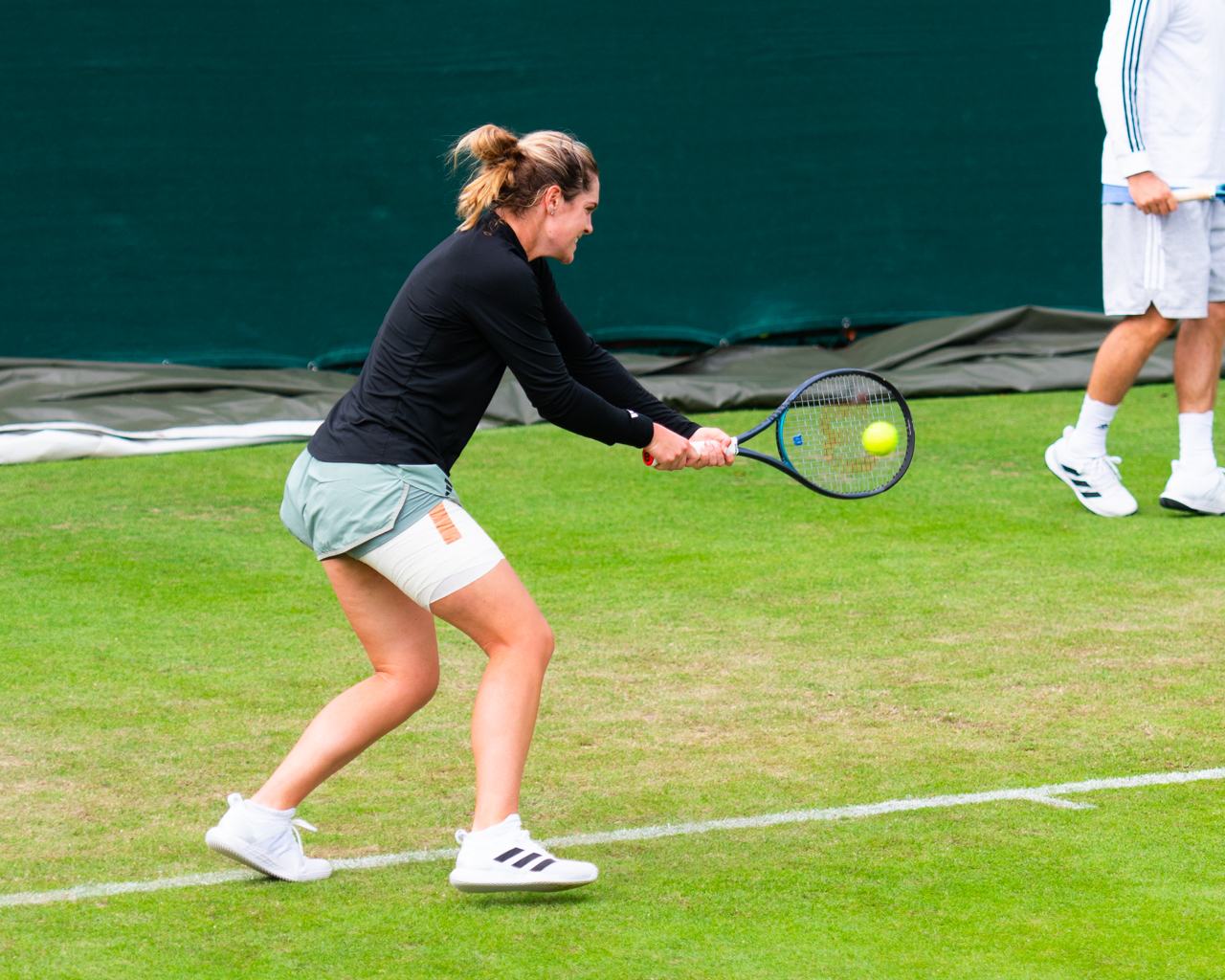
Caty McNallyová
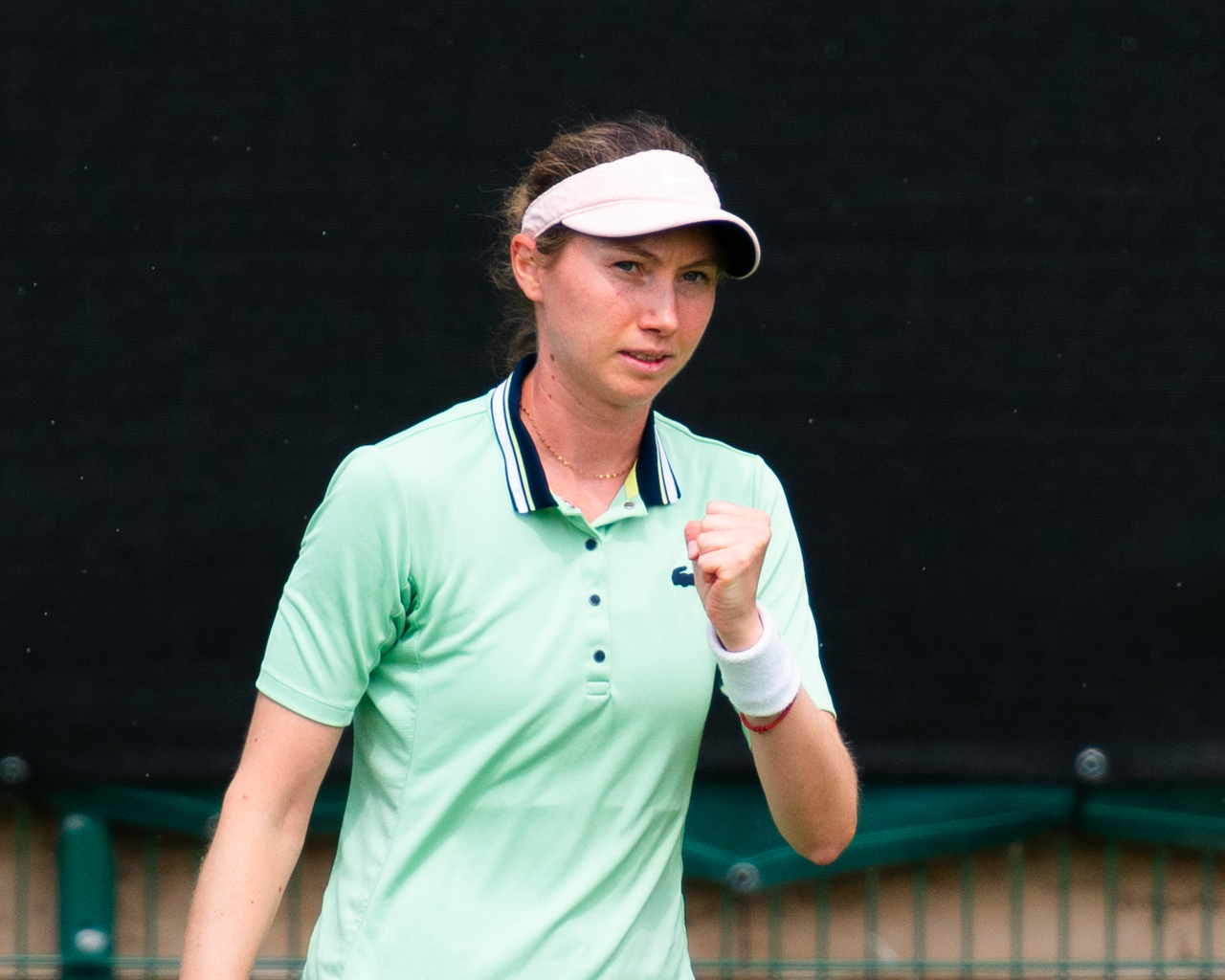
Cristina Bucșová
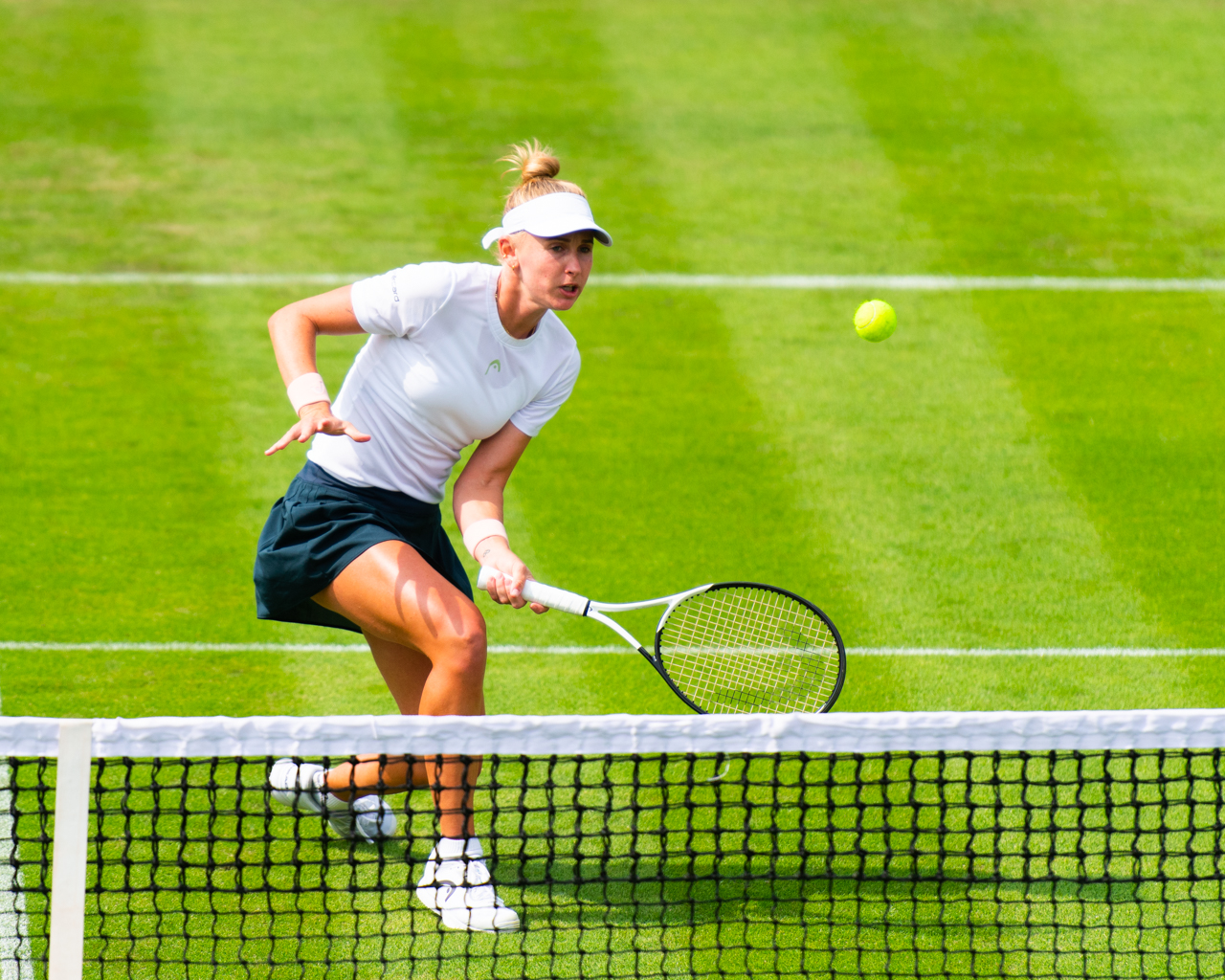
Jil Teichmannová
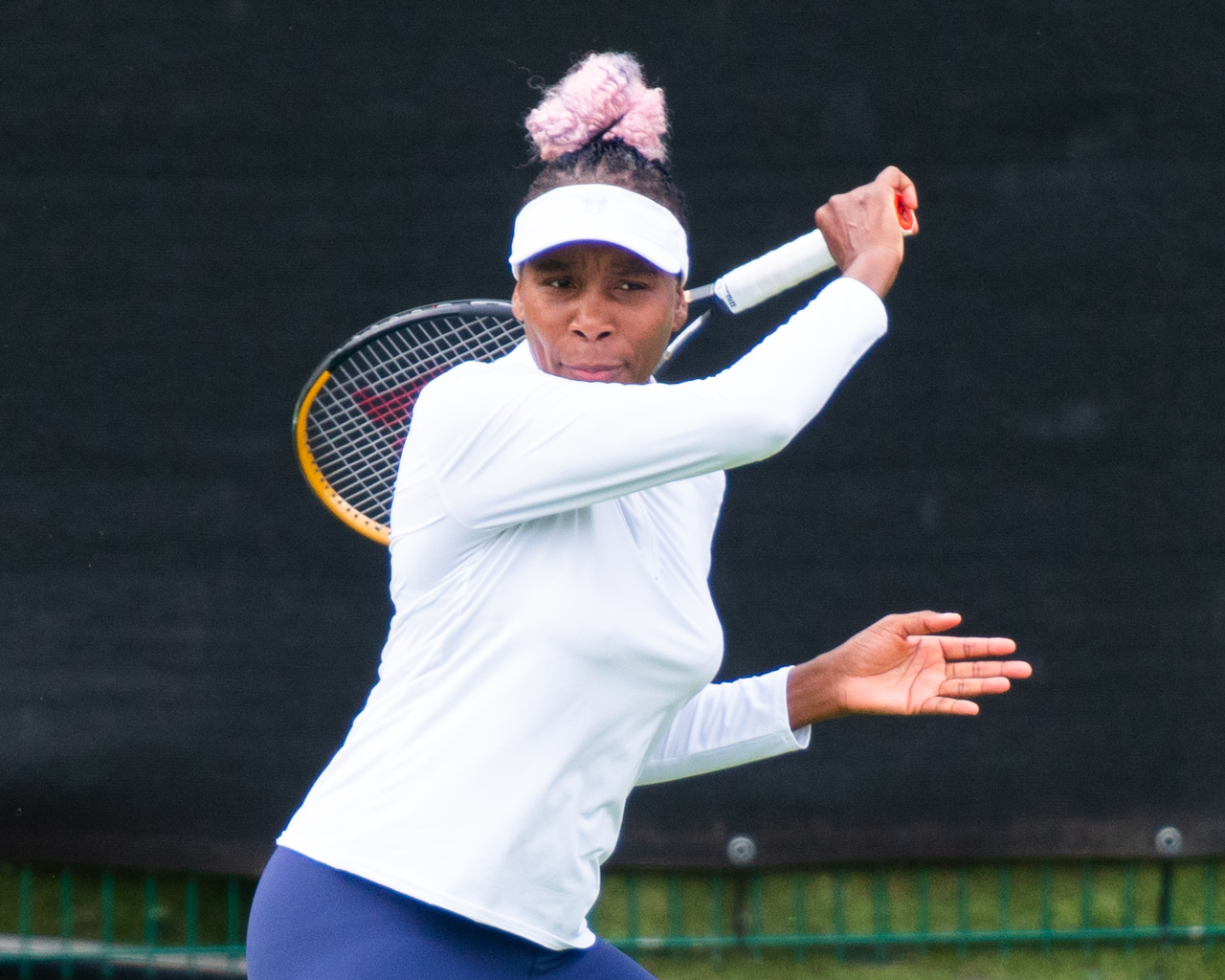
Venus Williamsová
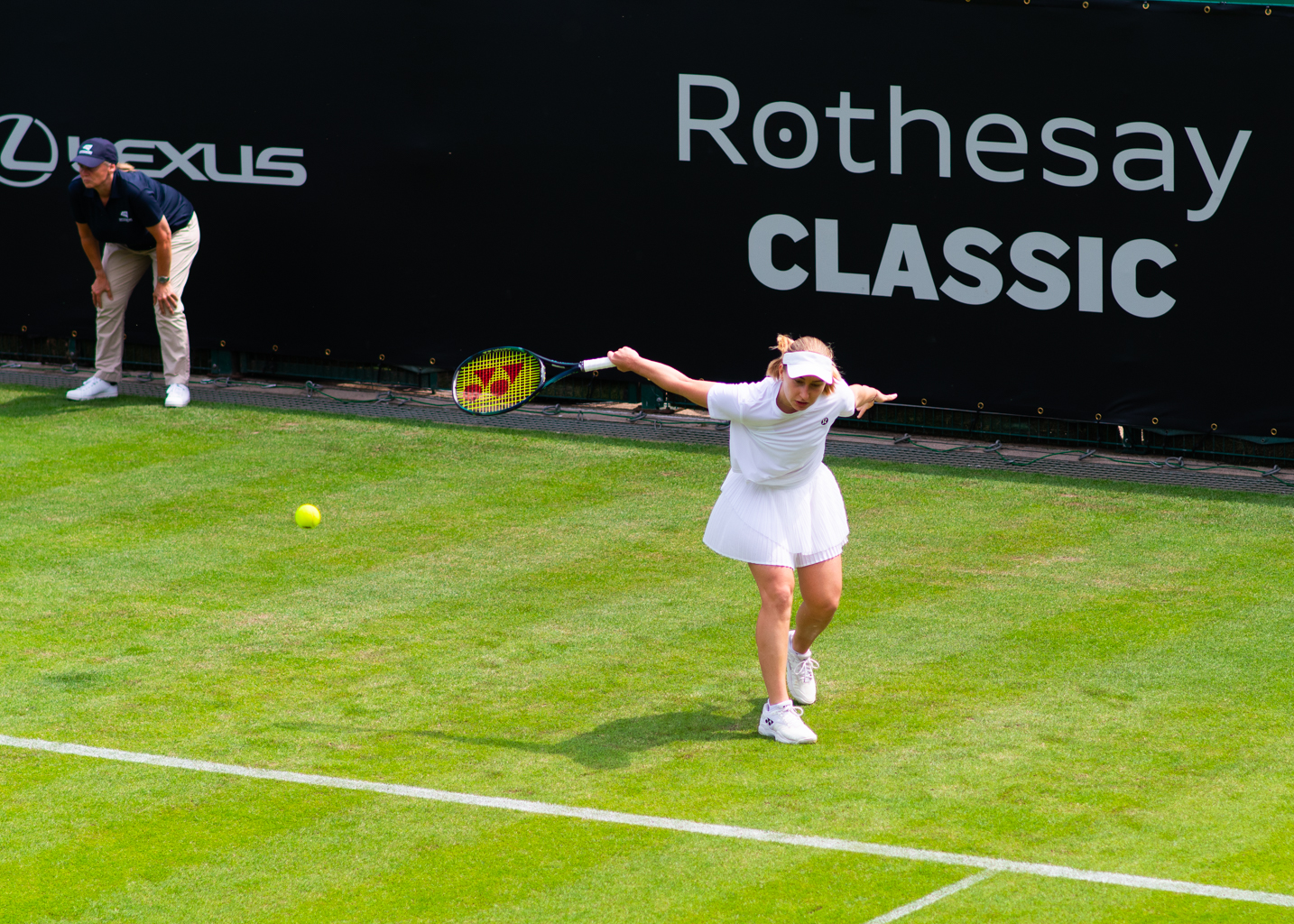
Darja Savilleová